# Jean Sapène
Jean Joseph Louis Firmin Sapène est un producteur de cinéma français né le 19 mars 1867 à Bagnères-de-Luchon (Haute-Garonne) et mort le 27 août 1940 à Vichy (Allier).

## Biographie
Jean Sapène arrive à Paris en 1891. Quelques années plus tard, il est remarqué par le patron du quotidien Le Matin, qui le nomme rapidement directeur général, ce qui lui permet d'en gérer la publicité. Il investit dans le cinéma en 1922 en rachetant la Société des Cinéromans,, créée par René Navarre, puis en 1924 la société de distribution Pathé-Consortium-Cinéma et les Studios de Joinville,.
Parallèlement en 1925 il devient directeur du Consortium des grands quotidiens de Paris (Le Matin, Le Petit Parisien, Le Journal et L'Écho de Paris),.
En mars 1929 Bernard Natan rachète la Société des Cinéromans, Pathé-Consortium Cinéma et les studios de Joinville à Sapène.
Après la Première Guerre mondiale Jean Sapène fit construire en bord de Seine au lieu-dit Le Manoir à Carrières-sous-Bois (commune du Mesnil-le-Roi), en Seine-et-Oise, une somptueuse villa. Réquisitionnée par les Allemands durant l'occupation, elle leur sert de maison close. C'est aujourd'hui une ruine au cœur d'un bois.
Jean Sapène a été marié à une célèbre cantatrice de l’Opéra de Paris, Jeanne Bourgeois, plus connue sous le nom de Claudia Victrix. Cette dernière avait d’ailleurs fait construire sa villa à Croissy-sur-Seine.

## Filmographie
- 1923 : Gossette de Germaine Dulac
- 1923 : Tao de Gaston Ravel
- 1924 : Mandrin d'Henri Fescourt
- 1925 : Les Misérables d'Henri Fescourt
- 1925 : Milord l'Arsouille de René Leprince
- 1925 : Le Diable dans la ville de Germaine Dulac
- 1928 : L'Argent de Marcel L'Herbier